# علم نفس المدرسة
علم نفس المدرسة أو علم النفس المدرسي (بالإنجليزية: School psychology) هو مجال يُطبق مبادئ علم النفس التربوي وعلم النفس التنموي وعلم النفس السريري وعلم النفس المجتمعي وتحليل السلوك التطبيقي لتلبية احتياجات الصحة والسلوك التعلمي للأطفال والمراهقين بطريقة تعاونية مع المعلمين وأولياء الأمور. يتم تعليم علماء النفس المدرسي في مجال علم النفس ، وتنمية الأطفال والمراهقين والاضطرابات النفسية للأطفال والمراهقين والتعليم والأسرة وممارسات الأبوة والأمومة ونظريات التعلم ونظريات الشخصية.

## الأسس التاريخية
يعود علم النفس المدرسي إلى بداية علم النفس الأمريكي في أواخر القرن التاسع عشر وأوائل القرن العشرين. يرتبط المجال بعلم النفس الوظيفي والسريري. في الواقع جاء علم النفس المدرسي من علم النفس الوظيفي. اهتم علماء النفس المدرسي بسلوكيات الطفولة وعمليات التعلم والخلل الوظيفي في الحياة أو في الدماغ نفسه. أرادوا فهم أسباب السلوكيات وتأثيراتها على التعلم. بالإضافة إلى أصوله في علم النفس الوظيفي، إن علم النفس المدرسي هو أيضًا أقدم مثال على علم النفس السريري بدأ نحو عام 1890. بينما أراد كل من علماء النفس المدرسي والسريري المساعدة في تحسين حياة الأطفال، فتعاملوا معها بطرق مختلفة. اهتم علماء النفس المدرسي بالتعليم المدرسي والمشاكل السلوكية في مرحلة الطفولة، والتي تتناقض إلى حد كبير مع تركيز علماء النفس السريري على الصحة العقلية.
كان مؤتمر «ثاير» حدثًا آخر مهمًا في تأسيس علم النفس المدرسي كما هو اليوم. عُقد مؤتمر ثاير لأول مرة في أغسطس 1954 في ويست بوينت، نيويورك في فندق ثاير، من قبل «إيه بي إيه» (جمعية علم النفس الأمريكية) واستمر لمدة 9 أيام. كان الغرض من المؤتمر تطوير موقف بشأن الأدوار والوظائف والتدريب اللازم ووثائق الاعتماد لعلماء النفس المدرسي. ناقش ثمانية وأربعون مشاركًا في المؤتمر، يمثلون الممارسين والمدربين لعلماء النفس المدرسي؛ أدوار ووظائف اختصاصيي علم النفس المدرسي والطريقة الأنسب لتدريبهم.
في وقت انعقاد مؤتمر ثاير، كان علم النفس المدرسي لا يزال مهنة شابة للغاية مع حوالي 1000 ممارس في علم النفس المدرسي. كان أحد أهداف مؤتمر ثاير هو تعريف علماء النفس المدرسي. ينص التعريف المتفق عليه على أن علماء النفس المدرسي كانوا من علماء النفس المتخصصين في التعليم، ولديهم معرفة محددة في تقييم وتعلم جميع الأطفال. يستخدم علماء النفس المدرسي هذه المعرفة لمساعدة موظفي المدرسة في إثراء حياة جميع الأطفال. تُستخدم هذه المعرفة أيضًا للمساعدة في تحديد الأطفال ذوي الاحتياجات الاستثنائية والعمل معهم. نوقش أنه يجب أن يكون أخصائيّ علم النفس المدرسي قادرًا على تقييم وتطوير خطط للأطفال الذين يعتبرون في خطر، ومن المتوقع أيضًا أن يعمل على تحسين حياة جميع الأطفال في المدرسة؛ لذلك تقرر أنه يجب على علماء النفس المدرسي أن يكونوا مستشارين في تخطيط وتنفيذ المناهج الدراسية. ورأى المشاركون في المؤتمر أنه نظرًا لأن علم النفس المدرسي يُعدّ تخصصًا، يجب أن يكون الأفراد في هذا المجال قد أكملوا برنامجًا تدريبيًا للدراسات العليا لمدة عامين، أو برنامج دكتوراه لمدة أربع سنوات. ورأى المشاركون أنه ينبغي تشجيع الدول على وضع معايير لإصدار الشهادات لضمان التدريب المناسب، وأن تكون الخبرة العملية مطلوبة للمساعدة في تسهيل المعرفة التجريبية في هذا المجال.
مؤتمر ثاير هو أحد أهم الأحداث في تاريخ علم النفس المدرسي، ففي ذلك الوقت صُقل هذا المجال حتى أصبح على ما هو عليه الآن. قبل أن يعرف مؤتمر ثاير علم النفس المدرسي، استخدم الممارسون خمسة وسبعين لقبًا مهنيًا مختلفًا. ساعد المؤتمر من خلال توفير لقب وتعريف واحد، في الحصول على اعتراف عالمي بعلماء النفس المدرسي. منذ أن تم التوصل إلى توافق في الآراء بشأن معايير التدريب والوظائف الرئيسية لأخصائي علم النفس المدرسي، أصبح بإمكان العامة الآن التأكد من أن كل علماء النفس المدرسي يتلقون المعلومات والتدريب الكافي ليصبحوا ممارسين.
من الضروري استيفاء علماء النفس المدرسي نفس المؤهلات وتلقي التدريب المناسب في جميع أنحاء البلاد. نوقشت هذه المعايير الأساسية لأول مرة في مؤتمر ثاير. شعر بعض المشاركين في المؤتمر ضرورة حصول الفرد على درجة الدكتوراه، ليتمكن من الحصول على لقب أخصائي علم نفس مدرسي. هذه هي القضية التي ما زالت موضع نقاش اليوم وهي الفرق الأساسي بين «إن إيه أس بّي» (الرابطة الوطنية لعلماء النفس المدرسي) و«إيه بي إيه». إذ تعترف «إيه بي إيه» بدرجة الدكتوراه فقط، بينما توافق «إن إيه أس بّي» على تخصص علم النفس المدرسي وبرامج الدكتوراه التي تلبي معاييرهم.

## الإصلاح الاجتماعي في أوائل القرن العشرين
شهدت أواخر القرن التاسع عشر عصر الإصلاحات الاجتماعية الموجهة للأطفال. بسبب هذه الإصلاحات الاجتماعية ظهرت الحاجة إلى علماء النفس المدرسي. شملت هذه الإصلاحات الاجتماعية التعليم الإلزامي ومحاكم الأحداث وقوانين عمالة الأطفال، فضلًا عن نمو المؤسسات التي تخدم الأطفال. بدأ المجتمع بـ«تغيير معنى الأطفال من مصدر اقتصادي للعمل إلى مصدر نفسي للحب والمودة». يقول المؤرخ توماس فاغان إن القوة البارزة وراء الحاجة إلى علم النفس المدرسي كانت قوانين التعليم الإلزامي. قبل قانون التعليم الإلزامي، أكمل فقط 20% من الأطفال في سن المدرسة؛ المدرسة الابتدائية، و8% فقط أنهوا المدرسة الثانوية. نظرًا لقوانين التعليم الإلزامي، كان هناك تدفق للطلاب ذوي العيوب العقلية والبدنية والذين كانوا ملزمين من قبل القانون بالالتحاق بالمدرسة. يجب أن يكون هناك طريقة بديلة لتدريس هؤلاء الأطفال المختلفين. بين عامي 1910 و1914، شيّدت المدارس في كل من المناطق الريفية والمدنية غرفًا تعليمية خاصة صغيرة لهؤلاء الأطفال. من ظهور غرف التعليم الخاصة؛ جاءت الحاجة إلى خبراء للمساعدة في عملية اختيار الطفل الذي يحتاج لتعليم خاص. وهكذا تأسس علم النفس المدرسي.

## مساهمون مهمون في التأسيس

### لايتنر ويتمر
اعتُرف بلايتنر ويتمر كمؤسس علم النفس المدرسي. كان ويتمر طالبًا لكل من فيلهلم فونت وجيمس ماكين كاتيل. بينما يعتقد فونت أن علم النفس يجب أن يتعامل مع الأداء الاعتيادي أو النمطي، أكدت تعاليم كاتيل على الفروق الفردية. اتبع ويتمر تعاليم كاتيل وركز على معرفة احتياجات كل طفل على حدة. افتتح ويتمر أول عيادة للتوجيه النفسي وتوجيه الطفل في عام 1896 في جامعة بنسلفانيا. كان هدف ويتمر هو إعداد علماء النفس لمساعدة المعلمين في حل مشكلات تعلم الأطفال، خاصةً أولئك الذين لديهم اختلافات فردية. أصبح ويتمر راعيًا لهؤلاء الأطفال خاصة، ولم يركز على عجزهم في حد ذاته، بل ساعدهم في التغلب عليه من خلال النظر في التقدم الإيجابي للفرد بدلًا من كل ما لم يتمكنوا من تحقيقه. صرح ويتمر أن عيادته ساعدت في اكتشاف العيوب العقلية والأخلاقية ومعالجة الطفل بطريقة تمكنه من التغلب عليها أو جعلها غير ضارة من خلال تطوير سمات عقلية وأخلاقية أخرى. كان يعتقد اعتقادًا راسخًا أن التدخلات السريرية النشطة يمكن أن تساعد في تحسين حياة هؤلاء الأطفال.
منذ أن حصد ويتمر نجاحًا كبيرًا من خلال عيادته، رأى الحاجة إلى مزيد من الخبراء لمساعدة هؤلاء الأفراد. جادل ويتمر من أجل تدريب خاص للخبراء الذين يعملون مع أطفال استثنائيين في الفصول التعليمية الخاصة. ودعا إلى «مهنة جديدة ستمارس بشكل خاص في ما يتعلق بالمشاكل التعليمية، ولكن تدريب الطبيب النفسي سيكون شرطًا أساسيًا».
يؤمن ويتمر بالتدريب المناسب لهؤلاء العلماء، وقد أكد أيضًا على أهمية إجراء اختبار مناسب ودقيق لهؤلاء الأطفال الخاصين. كانت حركة اختبار نسبة الذكاء تجتاح عالم التعليم بعد إنشائها في عام 1905. ومع ذلك، فإن اختبار نسبة الذكاء أثر سلبًا على التعليم الخاص. كان لدى مؤلفي اختبار نسبة الذكاء، لويس تيرمان وهنري جودارد، نظرة أهلانية (محلية) للذكاء، معتقدين أن الذكاء موروث ومن الصعب، إن لم يكن من المستحيل، تغيره بأي طريقة مفيدة من خلال التعليم. غالبًا ما استخدمت هذه المفاهيم كأساس لاستبعاد الأطفال ذوي الحاجات الخاصة من المدارس العامة. جادل ويتمر ضد اختبارات الذكاء القياسية باستخدام قلم الرصاص والورق واختبارات نمط «بينيت» من أجل المساعدة في اختيار الأطفال للتعليم الخاص. شملت عملية اختيار الطفل في طريقة فيمر المراقبة وقيام الأطفال بإجراء بعض المهام الذهنية.